# Sigela sodis
Sigela sodis är en fjärilsart som beskrevs av Dyar 1914. Sigela sodis ingår i släktet Sigela och familjen nattflyn. Inga underarter finns listade i Catalogue of Life.